# Грабов (Ровненская область)
Грабов (укр. Грабів) — село в Зарянской сельской общине Ровненского района Ровненской области Украины.
Население по переписи 2023 года составляло 1157 человек. Почтовый индекс — 35316. Телефонный код — 362. Код КОАТУУ — 5624684904.